# Copa Sul-Americana de 2021
A Copa Sul-Americana de 2021, oficialmente nomeada CONMEBOL Sul-Americana 2021, foi a 20.ª edição da competição de futebol 
da América do Sul, organizada anualmente pela Confederação Sul-Americana de Futebol (CONMEBOL). Participaram clubes das dez associações sul-americanas.
Em 13 de maio de 2021, o conselho da CONMEBOL de maneira virtual definiu a cidade de Montevidéu, no Uruguai, como sede das finais da Sul-Americana e da Copa Libertadores. O Estádio Centenario passou por um processo de modernização pela CONMEBOL e contou com a presença de público, já que a maioria da população estava vacinada contra a COVID-19 em novembro.
Em uma inédita final brasileira, o Athletico Paranaense sagrou-se campeão do torneio pela segunda vez em sua história (sendo o primeiro brasileiro atingir tal feito) após derrotar o Red Bull Bragantino por 1–0. Com isso, o clube se garantiu na Copa Libertadores da América de 2022 e ainda ganhou o direito de jogar contra o vencedor da Copa Libertadores de 2021, na Recopa Sul-Americana de 2022 e a J.League YBC Levain Cup/CONMEBOL Sudamericana Final do mesmo ano.

## Mudança no formato de disputa
Em 2 de outubro de 2020, a CONMEBOL anunciou mudanças do formato de disputa a partir dessa edição:
- O torneio foi expandido de 54 para 56 equipes, com todas as equipes perdedores da terceira fase da Copa Libertadores do mesmo ano entrando na competição, não apenas os dois melhores eliminados nessa fase.
- Na primeira fase, equipes de todas as associações sul-americanas, exceto Argentina e Brasil, jogam entre si contra equipes da mesma associação em jogos de ida e volta, com os classificados avançando para uma fase de grupos com 32 times.
- Com a introdução de uma fase de grupos, as equipes da Argentina e Brasil entram a partir dessa fase, assim como os 16 classificados da primeira fase e os quatro eliminados da terceira fase da Copa Libertadores. Apenas o vencedor de cada grupo se classifica para as oitavas de final.
- Os oito clubes que finalizarem em terceiro lugar nos seus grupos na Copa Libertadores entram a partir das oitavas de final.

## Equipes classificadas
As seguintes 44 equipes das 10 associações da CONMEBOL se qualificaram para o torneio:
- Argentina e Brasil: 6 vagas cada (totalizando 12 equipes na fase de grupos)
- Demais associações: 4 vagas cada (totalizando 32 equipes na primeira fase)

| País                  | Equipe                  | Classificação | Fase           |
| --------------------- | ----------------------- | --- | -------------- |
| Argentina · (6 vagas) | Newell's Old Boys       | Mais bem colocado na tabela geral da Superliga Argentina de 2019–20 e da Copa da Superliga de 2020 e não classificado para a Copa Libertadores 2021    | Fase de grupos |
| Argentina · (6 vagas) | Talleres                | 2º mais bem colocado na tabela geral da Superliga Argentina de 2019–20 e da Copa da Superliga de 2020 e não classificado para a Copa Libertadores 2021 | Fase de grupos |
| Argentina · (6 vagas) | Lanús                   | 3º mais bem colocado na tabela geral da Superliga Argentina de 2019–20 e da Copa da Superliga de 2020 e não classificado para a Copa Libertadores 2021 | Fase de grupos |
| Argentina · (6 vagas) | Rosário Central         | 4º mais bem colocado na tabela geral da Superliga Argentina de 2019–20 e da Copa da Superliga de 2020 e não classificado para a Copa Libertadores 2021 | Fase de grupos |
| Argentina · (6 vagas) | Arsenal de Sarandí      | 5º mais bem colocado na tabela geral da Superliga Argentina de 2019–20 e da Copa da Superliga de 2020 e não classificado para a Copa Libertadores 2021 | Fase de grupos |
| Argentina · (6 vagas) | Independiente           | 6º mais bem colocado na tabela geral da Superliga Argentina de 2019–20 e da Copa da Superliga de 2020 e não classificado para a Copa Libertadores 2021 | Fase de grupos |
| Bolívia · (4 vagas)   | Jorge Wilstermann       | Mais bem colocado do Torneio Apertura de 2020 e não classificado para a Copa Libertadores 2021                                                         | Primeira fase  |
| Bolívia · (4 vagas)   | Guabirá                 | 2º mais bem colocado do Torneio Apertura de 2020 e não classificado para a Copa Libertadores 2021                                                      | Primeira fase  |
| Bolívia · (4 vagas)   | Nacional Potosí         | 3º mais bem colocado do Torneio Apertura de 2020 e não classificado para a Copa Libertadores 2021                                                      | Primeira fase  |
| Bolívia · (4 vagas)   | Atlético Palmaflor      | 4º mais bem colocado do Torneio Apertura de 2020 e não classificado para a Copa Libertadores 2021                                                      | Primeira fase  |
| Brasil · (6 vagas)    | Athletico Paranaense    | Mais bem colocado do Campeonato Brasileiro Série A de 2020 e não classificado para a Copa Libertadores 2021                                            | Fase de grupos |
| Brasil · (6 vagas)    | Red Bull Bragantino     | 2º mais bem colocado do Campeonato Brasileiro Série A de 2020 e não classificado para a Copa Libertadores 2021                                         | Fase de grupos |
| Brasil · (6 vagas)    | Ceará                   | 3º mais bem colocado do Campeonato Brasileiro Série A de 2020 e não classificado para a Copa Libertadores 2021                                         | Fase de grupos |
| Brasil · (6 vagas)    | Corinthians             | 4º mais bem colocado do Campeonato Brasileiro Série A de 2020 e não classificado para a Copa Libertadores 2021                                         | Fase de grupos |
| Brasil · (6 vagas)    | Atlético Goianiense     | 5º mais bem colocado do Campeonato Brasileiro Série A de 2020 e não classificado para a Copa Libertadores 2021                                         | Fase de grupos |
| Brasil · (6 vagas)    | Bahia                   | 6º mais bem colocado do Campeonato Brasileiro Série A de 2020 e não classificado para a Copa Libertadores 2021                                         | Fase de grupos |
| Chile · (4 vagas)     | Palestino               | Mais bem colocado do Campeonato Chileno de 2020 e não classificado para a Copa Libertadores 2021                                                       | Primeira fase  |
| Chile · (4 vagas)     | Antofagasta             | 2º mais bem colocado do Campeonato Chileno de 2020 e não classificado para a Copa Libertadores 2021                                                    | Primeira fase  |
| Chile · (4 vagas)     | Cobresal                | 3º mais bem colocado do Campeonato Chileno de 2020 e não classificado para a Copa Libertadores 2021                                                    | Primeira fase  |
| Chile · (4 vagas)     | Huachipato              | 4º mais bem colocado do Campeonato Chileno de 2020 e não classificado para a Copa Libertadores 2021                                                    | Primeira fase  |
| Colômbia · (4 vagas)  | Deportes Tolima         | Mais bem colocado do Campeonato Colombiano de 2020 e não classificado para a Copa Libertadores 2021                                                    | Primeira fase  |
| Colômbia · (4 vagas)  | La Equidad              | 2º mais bem colocado do Campeonato Colombiano de 2020 e não classificado para a Copa Libertadores 2021                                                 | Primeira fase  |
| Colômbia · (4 vagas)  | Deportivo Pasto         | 3º mais bem colocado do Campeonato Colombiano de 2020 e não classificado para a Copa Libertadores 2021                                                 | Primeira fase  |
| Colômbia · (4 vagas)  | Deportivo Cali          | Vencedor do play-off para a Sul-Americana do Campeonato Colombiano de 2020                                                                             | Primeira fase  |
| Equador · (4 vagas)   | Emelec                  | Mais bem colocado do Campeonato Equatoriano de 2020 e não classificado para a Copa Libertadores 2021                                                   | Primeira fase  |
| Equador · (4 vagas)   | Guayaquil City          | 2º mais bem colocado do Campeonato Equatoriano de 2020 e não classificado para a Copa Libertadores 2021                                                | Primeira fase  |
| Equador · (4 vagas)   | Macará                  | 3º mais bem colocado do Campeonato Equatoriano de 2020 e não classificado para a Copa Libertadores 2021                                                | Primeira fase  |
| Equador · (4 vagas)   | Aucas                   | 4º mais bem colocado do Campeonato Equatoriano de 2020 e não classificado para a Copa Libertadores 2021                                                | Primeira fase  |
| Paraguai · (4 vagas)  | Nacional                | Mais bem colocado do Campeonato Paraguaio de 2020 e não classificado para a Copa Libertadores 2021                                                     | Primeira fase  |
| Paraguai · (4 vagas)  | Guaireña                | 2º mais bem colocado do Campeonato Paraguaio de 2020 e não classificado para a Copa Libertadores 2021                                                  | Primeira fase  |
| Paraguai · (4 vagas)  | 12 de Octubre           | 3º mais bem colocado do Campeonato Paraguaio de 2020 e não classificado para a Copa Libertadores 2021                                                  | Primeira fase  |
| Paraguai · (4 vagas)  | River Plate-PAR         | 4º mais bem colocado do Campeonato Paraguaio de 2020 e não classificado para a Copa Libertadores 2021                                                  | Primeira fase  |
| Peru · (4 vagas)      | Carlos A. Mannucci      | Mais bem colocado do Campeonato Peruano de 2020 e não classificado para a Copa Libertadores 2021                                                       | Primeira fase  |
| Peru · (4 vagas)      | Sport Huancayo          | 2º mais bem colocado do Campeonato Peruano de 2020 e não classificado para a Copa Libertadores 2021                                                    | Primeira fase  |
| Peru · (4 vagas)      | UTC                     | 3º mais bem colocado do Campeonato Peruano de 2020 e não classificado para a Copa Libertadores 2021                                                    | Primeira fase  |
| Peru · (4 vagas)      | Melgar                  | 4º mais bem colocado do Campeonato Peruano de 2020 e não classificado para a Copa Libertadores 2021                                                    | Primeira fase  |
| Uruguai · (4 vagas)   | Peñarol                 | Mais bem colocado do Campeonato Uruguaio de 2020 não classificado para a Copa Libertadores 2021                                                        | Primeira fase  |
| Uruguai · (4 vagas)   | Montevideo City Torque  | 2º mais bem colocado do Campeonato Uruguaio de 2020 e não classificado para a Copa Libertadores 2021                                                   | Primeira fase  |
| Uruguai · (4 vagas)   | Cerro Largo             | 3º mais bem colocado do Campeonato Uruguaio de 2020 e não classificado para a Copa Libertadores 2021                                                   | Primeira fase  |
| Uruguai · (4 vagas)   | Fénix                   | 4º mais bem colocado do Campeonato Uruguaio de 2020 e não classificado para a Copa Libertadores 2021                                                   | Primeira fase  |
| Venezuela · (4 vagas) | Academia Puerto Cabello | Mais bem colocado do Campeonato Venezuelano de 2020 e não classificado para a Copa Libertadores 2021                                                   | Primeira fase  |
| Venezuela · (4 vagas) | Aragua                  | 2º mais bem colocado do Campeonato Venezuelano de 2020 e não classificado para a Copa Libertadores 2021                                                | Primeira fase  |
| Venezuela · (4 vagas) | Metropolitanos          | 3º mais bem colocado do Campeonato Venezuelano de 2020 e não classificado para a Copa Libertadores 2021                                                | Primeira fase  |
| Venezuela · (4 vagas) | Mineros de Guayana      | 4º mais bem colocado do Campeonato Venezuelano de 2020 e não classificado para a Copa Libertadores 2021                                                | Primeira fase  |

Adicionalmente, doze equipes eliminadas da Copa Libertadores da América de 2021 foram transferidas para a Copa Sul-Americana, entrando a partir da fase de grupos (4 equipes) e das oitavas de final (8 equipes).
| Equipes eliminadas na terceira fase          |
| -------------------------------------------- |
| Libertad                                     |
| Grêmio                                       |
| Bolívar                                      |
| San Lorenzo                                  |
| Equipes terceiro colocadas na fase de grupos |
| Independiente del Valle                      |
| Deportivo Táchira                            |
| Santos                                       |
| Junior de Barranquilla                       |
| Sporting Cristal                             |
| Nacional                                     |
| LDU Quito                                    |
| América de Cali                              |

## Calendário

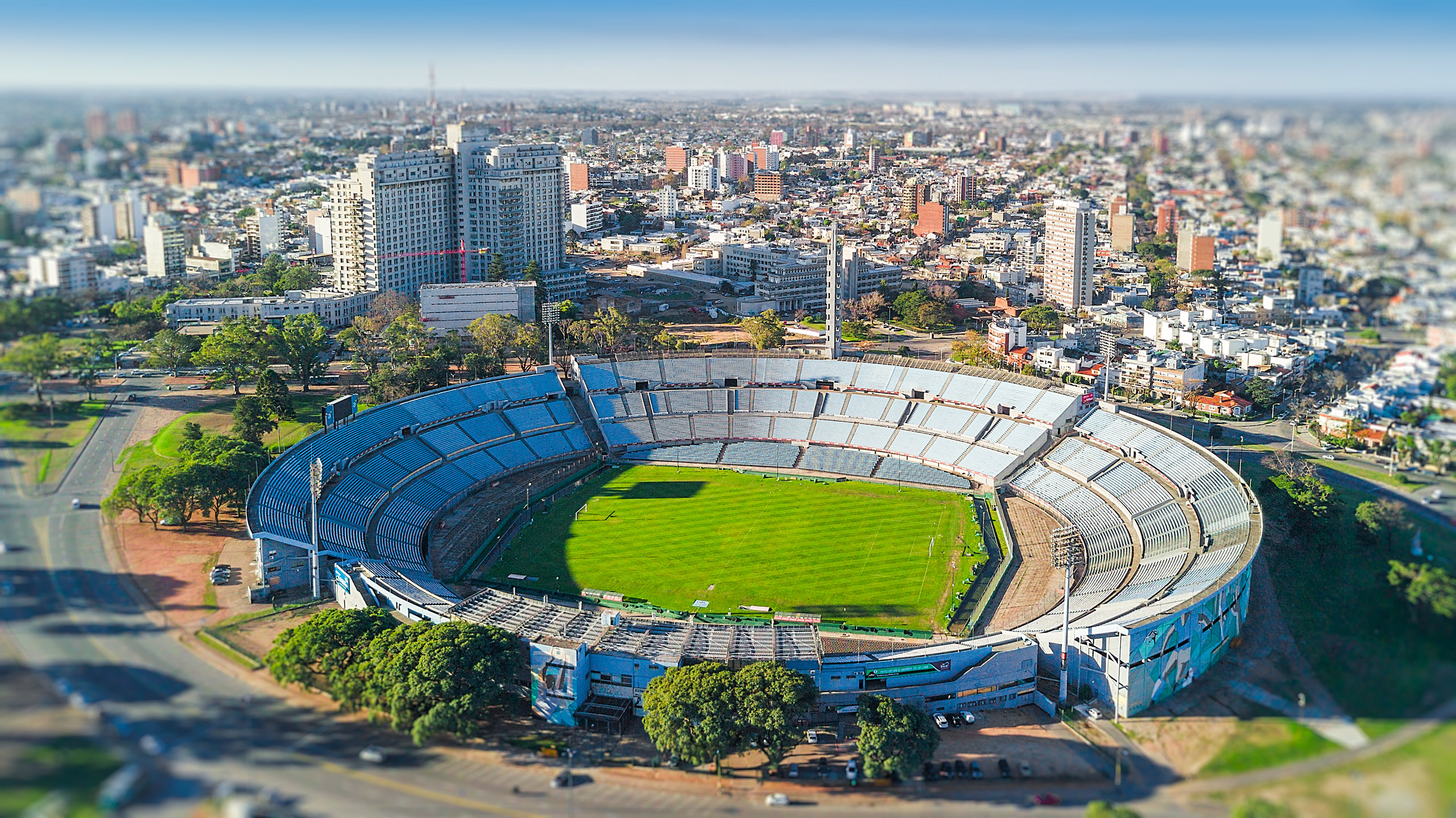
O Estádio Centenario, em Montevidéu, no Uruguai, foi o palco da final da competição.

O calendário de cada fase foi divulgado em 2 de outubro de 2020 e compreende as seguintes datas:
| Fase             | Data do sorteio | Ida                                              | Volta                                            |
| ---------------- | --------------- | ------------------------------------------------ | ------------------------------------------------ |
| Primeira fase    | 5 de fevereiro  | 16–18 de março                                   | 6–8 de abril                                     |
| Fase de grupos   | 9 de abril      | 20–22 de abril                                   | 20–22 de abril                                   |
| Fase de grupos   | 9 de abril      | 27–29 de abril                                   |                                                  |
| Fase de grupos   | 9 de abril      | 4–6 de maio                                      |                                                  |
| Fase de grupos   | 9 de abril      | 11–13 de maio                                    |                                                  |
| Fase de grupos   | 9 de abril      | 18–20 de maio                                    |                                                  |
| Fase de grupos   | 9 de abril      | 25–27 de maio                                    |                                                  |
| Oitavas de final | 1 de junho      | 13–15 de julho                                   | 20–22 de julho                                   |
| Quartas de final | 1 de junho      | 10–12 de agosto                                  | 17–19 de agosto                                  |
| Semifinais       | 1 de junho      | 22–23 de setembro                                | 29–30 de setembro                                |
| Final            | 1 de junho      | 20 de novembro Estádio Centenario, em Montevidéu | 20 de novembro Estádio Centenario, em Montevidéu |

## Sorteio
O sorteio da primeira fase foi realizado em 5 de fevereiro de 2021, no Centro de Convenções da CONMEBOL em Luque, no Paraguai. Nesse mesmo dia as fases preliminares da Copa Libertadores de 2021 foram sorteadas.
Um total de 32 equipes foram sorteadas em 16 chaves, sendo que as quatro equipes de cada associação nacional (exceto Argentina e Brasil) foram emparelhadas contra um adversário da mesma associação.
Para a disputa da fase de grupos, um novo sorteio foi realizado em 16 de abril, junto com o sorteio da fase de grupos da Copa Libertadores de 2021. As equipes foram divididas através dos potes de acordo com o ranking de clubes da CONMEBOL de 1 de fevereiro de 2021, com as quatro equipes transferidas da terceira fase da Libertadores alocadas no pote 4. Os 32 participantes foram distribuídos em oito grupos com quatro equipes cada.
|                | Bolívia | Bolívia | Paraguai | Paraguai |
| -------------- | --- | --- | --- | --- |
| Primeira fase  | - Jorge Wilstermann (38) - Nacional Potosí (161) - Guabirá (172) - Atlético Palmaflor (–)                                                                               | - Jorge Wilstermann (38) - Nacional Potosí (161) - Guabirá (172) - Atlético Palmaflor (–)                                                                | - Nacional (50) - 12 de Octubre (180) - River Plate-PAR (217) - Guaireña (–)                                                                          | - Nacional (50) - 12 de Octubre (180) - River Plate-PAR (217) - Guaireña (–) |
| Primeira fase  | Chile | Chile | Peru | Peru |
| Primeira fase  | - Palestino (62)[a] - Huachipato (116)[a] - Cobresal (118)[a] - Antofagasta (222)[a]                                                                                    | - Palestino (62)[a] - Huachipato (116)[a] - Cobresal (118)[a] - Antofagasta (222)[a]                                                                     | - Melgar (71) - Sport Huancayo (122) - UTC (174) - Carlos A. Mannucci (–)                                                                             | - Melgar (71) - Sport Huancayo (122) - UTC (174) - Carlos A. Mannucci (–) |
| Primeira fase  | Colômbia | Colômbia | Uruguai | Uruguai |
| Primeira fase  | - Deportivo Cali (42) - Deportes Tolima (63) - La Equidad (99) - Deportivo Pasto (171)                                                                                  | - Deportivo Cali (42) - Deportes Tolima (63) - La Equidad (99) - Deportivo Pasto (171)                                                                   | - Peñarol (8)[a] - Fénix (132)[a] - Cerro Largo (187)[a] - Montevideo City Torque (–)[a]                                                              | - Peñarol (8)[a] - Fénix (132)[a] - Cerro Largo (187)[a] - Montevideo City Torque (–)[a] |
| Primeira fase  | Equador | Equador | Venezuela | Venezuela |
| Primeira fase  | - Emelec (25) - Macará (160) - Aucas (195) - Guayaquil City (–) | - Emelec (25) - Macará (160) - Aucas (195) - Guayaquil City (–)                                                                                          | - Mineros de Guayana (115) - Aragua (217) - Academia Puerto Cabello (–) - Metropolitanos (–)                                                          | - Mineros de Guayana (115) - Aragua (217) - Academia Puerto Cabello (–) - Metropolitanos (–) |
|                | Pote 1 | Pote 2 | Pote 3 | Pote 4 |
| Fase de grupos | - Independiente (10) - Lanús (17) - Corinthians (23) - Athletico Paranaense (24) - Emelec (25) - Jorge Wilstermann (38) - Rosário Central (43) - Newell's Old Boys (56) | - Palestino (62) - Deportes Tolima (63) - Arsenal de Sarandí (65) - Bahia (67) - Melgar (71) - La Equidad (99) - Huachipato (116) - Sport Huancayo (122) | - Guabirá (172) - Talleres (178) - 12 de Octubre (180) - Aucas (195) - Atlético Goianiense (199) - Aragua (217) - River Plate-PAR (217) - Ceará (262) | - Red Bull Bragantino (–) - Metropolitanos (–) - Montevideo City Torque (–)[a] - Peñarol (8)[a] - Eliminado terceira fase CL G1[b] - Eliminado terceira fase CL G2[b] - Eliminado terceira fase CL G3[b] - Eliminado terceira fase CL G4[b] |

## Primeira fase
A primeira fase foi disputada por 32 equipes provenientes de Bolívia, Chile, Colômbia, Equador, Paraguai, Peru, Uruguai e Venezuela, em partidas eliminatórias regionais de ida e volta. Em caso de empate no placar agregado, a regra do gol fora de casa seria considerada e, persistindo a igualdade, a vaga seria definida na disputa por pênaltis.
| Chave | Equipe 1               | Total       | Equipe 2                | Ida | Volta |
| ----- | ---------------------- | ----------- | ----------------------- | --- | ----- |
| BOL1  | Guabirá                | 6–2         | Nacional Potosí         | 4–1 | 2–1   |
| BOL2  | Jorge Wilstermann      | 4–2         | Atlético Palmaflor      | 2–1 | 2–1   |
| CHI1  | Antofagasta            | 0–4         | Huachipato              | 0–1 | 0–3   |
| CHI2  | Cobresal               | 1–2         | Palestino               | 0–0 | 1–2   |
| COL1  | Deportes Tolima        | 3–0         | Deportivo Cali          | 3–0 | 0–0   |
| COL2  | La Equidad             | 3–2         | Deportivo Pasto         | 1–2 | 2–0   |
| ECU1  | Macará                 | 2–4         | Emelec                  | 2–2 | 0–2   |
| ECU2  | Aucas                  | 5–1         | Guayaquil City          | 2–1 | 3–0   |
| PAR1  | 12 de Octubre          | 0–0 (5–4 p) | Nacional                | 0–0 | 0–0   |
| PAR2  | Guaireña               | 3–6         | River Plate-PAR         | 1–2 | 2–4   |
| PER1  | UTC                    | 0–5         | Sport Huancayo          | 0–1 | 0–4   |
| PER2  | Carlos A. Mannucci     | 3–5         | Melgar                  | 1–2 | 2–3   |
| URU1  | Montevideo City Torque | 2–0         | Fénix                   | 0–0 | 2–0   |
| URU2  | Cerro Largo            | 3–6         | Peñarol                 | 2–2 | 1–4   |
| VEN1  | Metropolitanos         | 3–0         | Academia Puerto Cabello | 2–0 | 1–0   |
| VEN2  | Aragua                 | 2–2 (gf)    | Mineros de Guayana      | 0–1 | 2–1   |

## Fase de grupos
A fase de grupos foi disputada pelas dezesseis equipes provenientes da fase anterior, mais as doze classificadas de Argentina e Brasil, além das quatro perdedoras transferidas da terceira fase da Copa Libertadores da América de 2021. Somente os líderes de cada grupo avançaram à fase final.
| Legenda | Legenda                    |
| ------- | -------------------------- |
|         | Classificados à fase final |
|         | Eliminados                 |

### Grupo A
| Pos. | Equipe          | Pts | J | V | E | D | GP | GC | SG |
| ---- | --------------- | --- | - | - | - | - | -- | -- | -- |
| 1    | Rosário Central | 11  | 6 | 3 | 2 | 1 | 10 | 3  | +7 |
| 2    | Huachipato      | 8   | 6 | 2 | 2 | 2 | 4  | 10 | –6 |
| 3    | San Lorenzo     | 7   | 6 | 2 | 1 | 3 | 7  | 6  | +1 |
| 4    | 12 de Octubre   | 6   | 6 | 1 | 3 | 2 | 3  | 5  | –2 |

|                 | RCE | HUA | OCT | SLO |
| --------------- | --- | --- | --- | --- |
| Rosário Central |     | 5–0 | 0–0 | 2–0 |
| Huachipato      | 1–1 |     | 0–0 | 0–3 |
| 12 de Octubre   | 1–0 | 1–2 |     | 0–2 |
| San Lorenzo     | 1–2 | 0–1 | 1–1 |     |

### Grupo B
| Pos. | Equipe                 | Pts | J | V | E | D | GP | GC | SG  |
| ---- | ---------------------- | --- | - | - | - | - | -- | -- | --- |
| 1    | Independiente          | 14  | 6 | 4 | 2 | 0 | 11 | 5  | +6  |
| 2    | Montevideo City Torque | 11  | 6 | 3 | 2 | 1 | 15 | 7  | +8  |
| 3    | Bahia                  | 8   | 6 | 2 | 2 | 2 | 11 | 8  | +3  |
| 4    | Guabirá                | 0   | 6 | 0 | 0 | 6 | 1  | 18 | –17 |

|                        | IND | BAH | GBR | MCT |
| ---------------------- | --- | --- | --- | --- |
| Independiente          |     | 1–0 | 1–0 | 3–1 |
| Bahia                  | 2–2 |     | 5–0 | 2–4 |
| Guabirá                | 1–3 | 0–1 |     | 0–4 |
| Montevideo City Torque | 1–1 | 1–1 | 4–0 |     |

### Grupo C
| Pos. | Equipe             | Pts | J | V | E | D | GP | GC | SG |
| ---- | ------------------ | --- | - | - | - | - | -- | -- | -- |
| 1    | Arsenal de Sarandí | 11  | 6 | 3 | 2 | 1 | 9  | 4  | +5 |
| 2    | Ceará              | 9   | 6 | 2 | 3 | 1 | 5  | 2  | +3 |
| 3    | Bolívar            | 6   | 6 | 1 | 3 | 2 | 5  | 8  | –3 |
| 4    | Jorge Wilstermann  | 5   | 6 | 1 | 2 | 3 | 5  | 10 | –5 |

|                    | JWI | ARS | CEA | BOL |
| ------------------ | --- | --- | --- | --- |
| Jorge Wilstermann  |     | 1–2 | 1–0 | 0–0 |
| Arsenal de Sarandí | 3–0 |     | 0–0 | 3–1 |
| Ceará              | 3–1 | 0–0 |     | 2–0 |
| Bolívar            | 2–2 | 2–1 | 0–0 |     |

### Grupo D
| Pos. | Equipe               | Pts | J | V | E | D | GP | GC | SG |
| ---- | -------------------- | --- | - | - | - | - | -- | -- | -- |
| 1    | Athletico Paranaense | 15  | 6 | 5 | 0 | 1 | 8  | 1  | +7 |
| 2    | Melgar               | 10  | 6 | 3 | 1 | 2 | 7  | 5  | +2 |
| 3    | Aucas                | 6   | 6 | 2 | 0 | 4 | 7  | 11 | –4 |
| 4    | Metropolitanos       | 4   | 6 | 1 | 1 | 4 | 5  | 10 | –5 |

|                      | ATP | MEL | AUC | MET |
| -------------------- | --- | --- | --- | --- |
| Athletico Paranaense |     | 1–0 | 4–0 | 1–0 |
| Melgar               | 1–0 |     | 2–0 | 0–0 |
| Aucas                | 0–1 | 2–1 |     | 3–0 |
| Metropolitanos       | 0–1 | 2–3 | 3–2 |     |

### Grupo E
| Pos. | Equipe          | Pts | J | V | E | D | GP | GC | SG  |
| ---- | --------------- | --- | - | - | - | - | -- | -- | --- |
| 1    | Peñarol         | 13  | 6 | 4 | 1 | 1 | 15 | 3  | +12 |
| 2    | Corinthians     | 10  | 6 | 3 | 1 | 2 | 12 | 6  | +6  |
| 3    | River Plate-PAR | 10  | 6 | 3 | 1 | 2 | 6  | 10 | –4  |
| 4    | Sport Huancayo  | 1   | 6 | 0 | 1 | 5 | 3  | 17 | –14 |

|                 | COR | SPH | RPL | PEN |
| --------------- | --- | --- | --- | --- |
| Corinthians     |     | 5–0 | 4–0 | 0–2 |
| Sport Huancayo  | 0–3 |     | 1–2 | 0–0 |
| River Plate-PAR | 0–0 | 2–1 |     | 2–1 |
| Peñarol         | 4–0 | 5–1 | 3–0 |     |

### Grupo F
| Pos. | Equipe              | Pts | J | V | E | D | GP | GC | SG |
| ---- | ------------------- | --- | - | - | - | - | -- | -- | -- |
| 1    | Libertad            | 13  | 6 | 4 | 1 | 1 | 9  | 4  | +5 |
| 2    | Atlético Goianiense | 10  | 6 | 2 | 4 | 0 | 4  | 2  | +2 |
| 3    | Newell's Old Boys   | 8   | 6 | 2 | 2 | 2 | 6  | 6  | 0  |
| 4    | Palestino           | 1   | 6 | 0 | 1 | 5 | 2  | 9  | –7 |

|                     | NOB | PTN | ATG | LIB |
| ------------------- | --- | --- | --- | --- |
| Newell's Old Boys   |     | 3–1 | 1–1 | 1–3 |
| Palestino           | 0–1 |     | 0–1 | 1–2 |
| Atlético Goianiense | 0–0 | 0–0 |     | 0–0 |
| Libertad            | 1–0 | 2–0 | 1–2 |     |

### Grupo G
| Pos. | Equipe              | Pts | J | V | E | D | GP | GC | SG |
| ---- | ------------------- | --- | - | - | - | - | -- | -- | -- |
| 1    | Red Bull Bragantino | 12  | 6 | 4 | 0 | 2 | 7  | 6  | +1 |
| 2    | Emelec              | 10  | 6 | 3 | 1 | 2 | 9  | 8  | +1 |
| 3    | Talleres            | 8   | 6 | 2 | 2 | 2 | 7  | 5  | +2 |
| 4    | Deportes Tolima     | 3   | 6 | 0 | 3 | 3 | 4  | 8  | –4 |

|                     | EME | TOL | TAL | RBB |
| ------------------- | --- | --- | --- | --- |
| Emelec              |     | 2–0 | 1–4 | 3–0 |
| Deportes Tolima     | 1–1 |     | 1–1 | 1–2 |
| Talleres            | 1–2 | 0–0 |     | 0–1 |
| Red Bull Bragantino | 2–0 | 2–1 | 0–1 |     |

### Grupo H
| Pos. | Equipe     | Pts | J | V | E | D | GP | GC | SG  |
| ---- | ---------- | --- | - | - | - | - | -- | -- | --- |
| 1    | Grêmio     | 16  | 6 | 5 | 1 | 0 | 21 | 5  | +16 |
| 2    | Lanús      | 10  | 6 | 3 | 1 | 2 | 8  | 6  | +2  |
| 3    | La Equidad | 7   | 6 | 2 | 1 | 3 | 6  | 9  | –3  |
| 4    | Aragua     | 1   | 6 | 0 | 1 | 5 | 4  | 19 | –15 |

|            | LAN | LEQ | ARA | GRE |
| ---------- | --- | --- | --- | --- |
| Lanús      |     | 4–1 | 0–0 | 1–2 |
| La Equidad | 0–1 |     | 2–1 | 0–0 |
| Aragua     | 0–1 | 1–2 |     | 2–6 |
| Grêmio     | 3–1 | 2–1 | 8–0 |     |

## Fase final
Após a conclusão da fase de grupos, um sorteio em 1 de junho definiu o chaveamento das equipes classificadas a partir das oitavas de final até a final.
As equipes classificadas na fase de grupos (pote 1 no sorteio) enfrentam as equipes eliminadas na fase correspondente da Copa Libertadores (pote 2), podendo ser sorteadas equipes de um mesmo país. A pontuação obtida na fase de grupos serve para a definição dos mandos de campo até a semifinal, com as equipes melhores posicionadas (classificados da fase de grupos da Sul-Americana) sempre realizando o jogo de volta como local (numerados de 1 a 16).
Equipes classificadas
| Nº | Classificados da fase de grupos | Pts | SG  | Gr. |
| -- | ------------------------------- | --- | --- | --- |
| 1  | Grêmio                          | 16  | +16 | H   |
| 2  | Athletico Paranaense            | 15  | +7  | D   |
| 3  | Independiente                   | 14  | +6  | B   |
| 4  | Peñarol                         | 13  | +12 | E   |
| 5  | Libertad                        | 13  | +5  | F   |
| 6  | Red Bull Bragantino             | 12  | +1  | G   |
| 7  | Rosário Central                 | 11  | +7  | A   |
| 8  | Arsenal de Sarandí              | 11  | +5  | C   |

| Nº | Eliminados da Copa Libertadores | Pts | SG | Gr. |
| -- | ------------------------------- | --- | -- | --- |
| 9  | Deportivo Táchira               | 9   | –3 | B   |
| 10 | LDU Quito                       | 8   | +2 | G   |
| 11 | Nacional                        | 8   | –1 | F   |
| 12 | Junior de Barranquilla          | 7   | 0  | D   |
| 13 | Santos                          | 6   | –1 | C   |
| 14 | Independiente del Valle         | 5   | –3 | A   |
| 15 | América de Cali                 | 4   | –4 | H   |
| 16 | Sporting Cristal                | 4   | –7 | E   |

### Esquema
As equipes que estão na parte superior do confronto possuem o mando de campo no primeiro jogo e em negrito as equipes classificadas.
|  | Oitavas de final        | Oitavas de final     | Oitavas de final | Oitavas de final |   |                  | Quartas de final  | Quartas de final  | Quartas de final  | Quartas de final  |  |                     | Semifinais          | Semifinais          | Semifinais          | Semifinais          |                      |   | Final          | Final          |
|  | 13 a 22 de julho        | 13 a 22 de julho     | 13 a 22 de julho | 13 a 22 de julho |   |                  | 10 a 19 de agosto | 10 a 19 de agosto | 10 a 19 de agosto | 10 a 19 de agosto |  |                     | 22 a 30 de setembro | 22 a 30 de setembro | 22 a 30 de setembro | 22 a 30 de setembro |                      |   | 20 de novembro | 20 de novembro |
|  |                         |                      |                  |                  |   |                  |                   |                   |                   |                   |  |                     |                     |                     |                     |                     |                      |   |                |                |
|  | Sporting Cristal        | 2                    | 1                | 3                |   |                  |                   |                   |                   |                   |  |                     |                     |                     |                     |                     |                      |   |                |                |
|  | Arsenal de Sarandí      | 1                    | 1                | 2                |   |                  |                   |                   |                   |                   |  |                     |                     |                     |                     |                     |                      |   |                |                |
|  | Arsenal de Sarandí      | 1                    | 1                | 2                |   | Sporting Cristal | 1                 | 0                 | 1                 |                   |  |                     |                     |                     |                     |                     |                      |   |                |                |
|  |                         |                      |                  |                  |   | Sporting Cristal | 1                 | 0                 | 1                 |                   |  |                     |                     |                     |                     |                     |                      |   |                |                |
|  |                         | Peñarol              | 3                | 1                | 4 |                  |                   |                   |                   |                   |  |                     |                     |                     |                     |                     |                      |   |                |                |
|  | Nacional                | Peñarol              | 3                | 1                | 4 | 1                | 1                 | 2                 |                   |                   |  |                     |                     |                     |                     |                     |                      |   |                |                |
|  | Nacional                |                      |                  |                  |   | 1                | 1                 | 2                 |                   |                   |  |                     |                     |                     |                     |                     |                      |   |                |                |
|  | Peñarol (gf)            | 2                    | 0                | 2                |   |                  |                   |                   |                   |                   |  |                     |                     |                     |                     |                     |                      |   |                |                |
|  | Peñarol (gf)            | 2                    | 0                | 2                |   |                  |                   |                   |                   |                   |  | Peñarol             | 1                   | 0                   | 1                   |                     |                      |   |                |                |
|  |                         |                      |                  |                  |   |                  |                   |                   |                   |                   |  | Peñarol             | 1                   | 0                   | 1                   |                     |                      |   |                |                |
|  |                         | Athletico Paranaense | 2                | 2                | 4 |                  |                   |                   |                   |                   |  |                     |                     |                     |                     |                     |                      |   |                |                |
|  | LDU Quito (gf)          | Athletico Paranaense | 2                | 2                | 4 | 0                | 2                 | 2                 |                   |                   |  |                     |                     |                     |                     |                     |                      |   |                |                |
|  | LDU Quito (gf)          |                      |                  |                  |   | 0                | 2                 | 2                 |                   |                   |  |                     |                     |                     |                     |                     |                      |   |                |                |
|  | Grêmio                  | 1                    | 1                | 2                |   |                  |                   |                   |                   |                   |  |                     |                     |                     |                     |                     |                      |   |                |                |
|  | Grêmio                  | 1                    | 1                | 2                |   | LDU Quito        | 1                 | 2                 | 3                 |                   |  |                     |                     |                     |                     |                     |                      |   |                |                |
|  |                         |                      |                  |                  |   | LDU Quito        | 1                 | 2                 | 3                 |                   |  |                     |                     |                     |                     |                     |                      |   |                |                |
|  |                         | Athletico Paranaense | 0                | 4                | 4 |                  |                   |                   |                   |                   |  |                     |                     |                     |                     |                     |                      |   |                |                |
|  | América de Cali         | Athletico Paranaense | 0                | 4                | 4 | 0                | 1                 | 1                 |                   |                   |  |                     |                     |                     |                     |                     |                      |   |                |                |
|  | América de Cali         |                      |                  |                  |   | 0                | 1                 | 1                 |                   |                   |  |                     |                     |                     |                     |                     |                      |   |                |                |
|  | Athletico Paranaense    | 1                    | 4                | 5                |   |                  |                   |                   |                   |                   |  |                     |                     |                     |                     |                     |                      |   |                |                |
|  | Athletico Paranaense    | 1                    | 4                | 5                |   |                  |                   |                   |                   |                   |  |                     |                     |                     |                     |                     | Athletico Paranaense | 1 |                |                |
|  |                         |                      |                  |                  |   |                  |                   |                   |                   |                   |  |                     |                     |                     |                     |                     |                      | 1 |                |                |
|  |                         | Red Bull Bragantino  | 0                |                  |   |                  |                   |                   |                   |                   |  |                     |                     |                     |                     |                     |                      |   |                |                |
|  | Deportivo Táchira       | Red Bull Bragantino  | 0                | 2                | 0 | 2                |                   |                   |                   |                   |  |                     |                     |                     |                     |                     |                      |   |                |                |
|  | Deportivo Táchira       |                      |                  | 2                | 0 | 2                |                   |                   |                   |                   |  |                     |                     |                     |                     |                     |                      |   |                |                |
|  | Rosário Central         | 2                    | 1                | 3                |   |                  |                   |                   |                   |                   |  |                     |                     |                     |                     |                     |                      |   |                |                |
|  | Rosário Central         | 2                    | 1                | 3                |   | Rosário Central  | 3                 | 0                 | 3                 |                   |  |                     |                     |                     |                     |                     |                      |   |                |                |
|  |                         |                      |                  |                  |   | Rosário Central  | 3                 | 0                 | 3                 |                   |  |                     |                     |                     |                     |                     |                      |   |                |                |
|  |                         | Red Bull Bragantino  | 4                | 1                | 5 |                  |                   |                   |                   |                   |  |                     |                     |                     |                     |                     |                      |   |                |                |
|  | Independiente del Valle | Red Bull Bragantino  | 4                | 1                | 5 | 0                | 1                 | 1                 |                   |                   |  |                     |                     |                     |                     |                     |                      |   |                |                |
|  | Independiente del Valle |                      |                  |                  |   | 0                | 1                 | 1                 |                   |                   |  |                     |                     |                     |                     |                     |                      |   |                |                |
|  | Red Bull Bragantino     | 2                    | 1                | 3                |   |                  |                   |                   |                   |                   |  |                     |                     |                     |                     |                     |                      |   |                |                |
|  | Red Bull Bragantino     | 2                    | 1                | 3                |   |                  |                   |                   |                   |                   |  | Red Bull Bragantino | 2                   | 3                   | 5                   |                     |                      |   |                |                |
|  |                         |                      |                  |                  |   |                  |                   |                   |                   |                   |  | Red Bull Bragantino | 2                   | 3                   | 5                   |                     |                      |   |                |                |
|  |                         | Libertad             | 0                | 1                | 1 |                  |                   |                   |                   |                   |  |                     |                     |                     |                     |                     |                      |   |                |                |
|  | Santos                  | Libertad             | 0                | 1                | 1 | 1                | 1                 | 2                 |                   |                   |  |                     |                     |                     |                     |                     |                      |   |                |                |
|  | Santos                  |                      |                  |                  |   | 1                | 1                 | 2                 |                   |                   |  |                     |                     |                     |                     |                     |                      |   |                |                |
|  | Independiente           | 0                    | 1                | 1                |   |                  |                   |                   |                   |                   |  |                     |                     |                     |                     |                     |                      |   |                |                |
|  | Independiente           | 0                    | 1                | 1                |   | Santos           | 2                 | 0                 | 2                 |                   |  |                     |                     |                     |                     |                     |                      |   |                |                |
|  |                         |                      |                  |                  |   | Santos           | 2                 | 0                 | 2                 |                   |  |                     |                     |                     |                     |                     |                      |   |                |                |
|  |                         | Libertad (gf)        | 1                | 1                | 2 |                  |                   |                   |                   |                   |  |                     |                     |                     |                     |                     |                      |   |                |                |
|  | Junior de Barranquilla  | Libertad (gf)        | 1                | 1                | 2 | 3                | 1                 | 4                 |                   |                   |  |                     |                     |                     |                     |                     |                      |   |                |                |
|  | Junior de Barranquilla  |                      |                  |                  |   | 3                | 1                 | 4                 |                   |                   |  |                     |                     |                     |                     |                     |                      |   |                |                |
|  | Libertad (gf)           | 4                    | 0                | 4                |   |                  |                   |                   |                   |                   |  |                     |                     |                     |                     |                     |                      |   |                |                |

### Final
O campeão tem o direito de participar da Copa Libertadores da América de 2022, além de disputar a Recopa Sul-Americana do ano seguinte.
| 20 de novembro | Athletico Paranaense | 1 – 0     | Red Bull Bragantino | Estádio Centenario, Montevidéu               |
| 17:00 (UTC−3)  | Nikão 29'            | Relatório |                     | Público: ~20 000 Árbitro: URU Andrés Matonte |

## Premiação
| Copa Sul-Americana de 2021                |
| Brasil                                    |
| ----------------------------------------- |
| Athletico Paranaense Campeão (2.º título) |

## Estatísticas
| Jogador                  | Equipe                 | Gols |
| ------------------------ | ---------------------- | ---- |
| Agustín Álvarez Martínez | Peñarol                | 10   |
| Artur                    | Red Bull Bragantino    | 7    |
| Gustavo Del Prete        | Montevideo City Torque | 6    |
| Jonathan Herrera         | Independiente          | 6    |
| Bernardo Cuesta          | Melgar                 | 5    |
| Ferreirinha              | Grêmio                 | 5    |
| Lucas Albertengo         | Arsenal de Sarandí     | 5    |
| Humberto Osorio          | Jorge Wilstermann      | 5    |

| Jogador          | Equipe                 | Assis. |
| ---------------- | ---------------------- | ------ |
| Nikão            | Athletico Paranaense   | 5      |
| Artur            | Red Bull Bragantino    | 4      |
| Jesús Trindade   | Peñarol                | 4      |
| Marcelo Allende  | Montevideo City Torque | 4      |
| David Terans     | Athletico Paranaense   | 3      |
| Ferreirinha      | Grêmio                 | 3      |
| Joaquín Piquerez | Peñarol                | 3      |
| Nicolás Castro   | Arsenal de Sarandí     | 3      |
| Pepe Álvarez     | Montevideo City Torque | 3      |
| Víctor Figueroa  | Aucas                  | 3      |

### Hat-tricks
| Jogador                  | Clube               | Adversário      | Placar  | Data                 | Ref.   |
| ------------------------ | ------------------- | --------------- | ------- | -------------------- | ------ |
| Jonathan Herrera         | Independiente       | Guabirá         | 3–1 (F) | 21 de abril de 2021  | [ 15 ] |
| Agustín Álvarez Martínez | Peñarol             | Corinthians     | 4–0 (C) | 13 de maio de 2021   | [ 16 ] |
| Artur                    | Red Bull Bragantino | Rosário Central | 4–3 (F) | 10 de agosto de 2021 | [ 17 ] |